# 日鉄溶接工業
日鉄溶接工業株式会社（にってつようせつこうぎょう、英: NIPPON STEEL WELDING & ENGINEERING CO.,LTD.）は、日本製鉄グループの溶接材料・溶接機器メーカーである。

## 概要
旧新日鉄グループの日鐵溶接工業と旧住友金属グループの住金溶接工業の両社の溶接部門が会社分割により統合し、2002年（平成14年）に発足した企業である。2008年（平成20年）に親会社の日鐵溶接工業を吸収合併し、一方で2006年（平成18年）に住金溶接工業が解散した。
製品は、溶接作業で使用される材料（溶接材料）と、溶接作業で用いられる産業機械の溶接機器が主体。溶接関連の製品ではないものの、金属管入り光ファイバーの製造も行う。製造拠点は、習志野（千葉県習志野市）・光（山口県光市）の2工場がある。本社は東京都江東区にあり、日本国内の8都市に支店を構える。

## 沿革
- 2002年（平成14年）
  - 7月1日 - 日鐵溶接工業と住金溶接工業の出資により（出資比率は66.6%および33.4%）、会社設立。
  - 12月31日- 尼崎工場を閉鎖し、光工場に生産を移管。
- 2006年（平成18年）9月27日 - 住金溶接工業の解散に伴い、株主が住友金属小倉に変更。
- 2008年（平成20年）4月1日 - 日鐵溶接工業を吸収合併。
- 2012年（平成24年）10月1日 - 新日本製鐵と住友金属工業の合併により、新日鐵住金の完全子会社に。
- 2019年（平成31年）4月1日 - 親会社の新日鐵住金が日本製鉄に社名変更に伴い、日鉄溶接工業株式会社に商号変更[2]。

## 主な製品
- 溶接材料
  - 被覆アーク溶接棒
  - 炭酸ガス溶接・マグ溶接用ガスシールドワイヤ(ソリッドワイヤ・フラックス入りワイヤ)
  - サブマージアーク溶接材料
  - ティグ溶接材料
  - エレクトロスラグ溶接材料

- 溶接装置
- 溶接ロボット
- プラズマ溶接装置
- 金属管入り光ファイバー(通信ケーブル用・センシング用)

## 子会社
- NIPPON STEEL WELDING (THAILAND) CO., LTD. - タイにおいて溶接材料の製造・販売を行う。